# 覺醒劑取締法
覺醒劑取締法（日语：覚醒剤取締法、昭和26年6月30日法律第252號、Awakening Drug Control Law）目的在防止濫用覺醒劑造成的健康衛生問題，明訂有關輸入、輸出、持有、製造、讓渡、收受與使用覺醒劑及其原料的取締辦法，是一項日本法律。

## 起因
日本在第二次世界大戰過後的1950年代初始，用來消除疲勞及提神、提高戰時工廠工人生產效能的苯丙胺類藥物（包括安非他命、冰毒、包含該類成分的東西等中樞神經興奮劑）被肆意大量流入市面。由於包含注射針劑在內，於一般藥房也能輕易購得，遂引發甲基苯丙胺濫用的流行。
後來日本政府發現其健康影響後，為了解決事態惡化，日本在1951年立法將覺醒劑的持有與流通、使用限制於醫療與學術研究領域。覺醒劑在醫療上具有實用性，但是因為存在成癮的危險性，日本因而進一步制定麻藥取締規則（麻薬取締規則），比起1971年規範苯丙胺類藥物的國際條約「精神藥物公約」還要提早。

## 刑罰
- 輸入、輸出、製造覺醒劑者 - 1年以上有期徒刑（第41條第1項）
- 上述行為具營利目的者 - 無期徒刑或3年以上有期徒刑，斟酌案情處1000萬日圓以下併科罰金（41条2項）
- 持有・讓渡・收受覺醒劑者 - 10年以下有期徒刑（第41條之2第1項）
- 上述行為具營利目的者 - 1年以上有期徒刑（第41條之2第2項）
- 使用覺醒劑者 - 10年以下有期徒刑（第41條之3第1項1號）
- 輸入、輸出或製造覺醒劑原料者 - 10年以下有期徒刑（第30條之6及第41條之3第3項）
- 持有・讓渡・收受及使用覺醒劑原料者 - 7年以下有期徒刑（第30條第7、第30條第9、第30條第11、第41條之4第1項之3至之5）
- 覺醒劑及覺醒劑原料的沒收（第41條第8項）

## 日文名稱
該法在制定當時，由於內閣的法令作成技術方針不使用未經當用漢字表公布的漢字（此處指「醒」一字），因此在法令名稱及條文中皆統一使用平假名「せい[se.i]」標記，同時在右側（縱書方向）加上「ヽ」傍點表示。在最初公布時也是如此。
當法令內容引用該法的法律名稱時，也會加上這一傍點。儘管該法的法律條文也有相同標註，在日本內閣捨棄此一標註方式以後，至今為止修訂的部分法條全部簡化為無傍點的「せい」，因此這項法律的法條在該時期中，曾經同時存在有標註傍點的「覚せい剤」與沒有傍點的「覚せい剤」。
隨著「醒」字在2010年增訂為日本常用漢字，至此除卻法律名稱及條文外，「覺醒劑」作為一般名詞遂成為媒體報導時統一使用的「覺醒劑」一詞。
至於麻藥及精神藥物取締法（麻薬及び向精神薬取締法）則是在2013年起才開始改用「覺醒劑」這一書寫方式。

## 關於法律名稱的英譯
該法在聯合國毒品和犯罪問題辦公室（UNODC）的國外人士的論文中，是以「Awakening Drug Control Law」的英譯名稱出現。厚生勞動省遞交給UNODC的論文中，則稱「Amphetamines Control Law」。
日本法務省刑事局的『法律用語對譯集』則記為「Stimulant Control Law」。